# Privates Carsharing
Der Begriff privates Carsharing bezeichnet die gemeinschaftliche Nutzung eines Fahrzeugs eines oder mehrerer Automobile, bei denen der Eigentümer seine Autos anderen für eine begrenzte Zeit zur Verfügung stellt. Dieses Konzept wird auch als nachbarschaftliches Autoteilen, privates Autoteilen oder Peer-to-Peer-Carsharing bezeichnet.
Das private Carsharing kann als eine Sonderform des klassischen Carsharings angesehen werden, bei denen die Teilnehmer einen privaten Vertrag über die gemeinsame Nutzung eines oder mehrerer Fahrzeuge abschließen. In diesem Fall wird das Autoteilen privat betrieben, es handelt sich meist um einen kleinen Kreis einander bekannter Privatpersonen. Das Autoteilen kann jedoch auch professionell von einem Betreiber organisiert werden, der sich um Buchungssystem und Rechnungsstellung kümmert und die Beteiligung von Neuinteressenten ermöglicht.
Um dieses Modell rechtlich zu unterstützen, bietet beispielsweise der Verkehrsclub Deutschland einen Nachbarschaftsauto-Vertrag an. Daneben gibt es verschiedene Anbieter entsprechender Autoversicherungen.

## Versicherungsmodelle
Je nach Anbieter gibt es unterschiedliche Modelle, das Auto und verursachte Schäden zu versichern. Die normale Kfz-Versicherung des Fahrzeughalters übernimmt in der Regel keine Haftpflicht- und Kaskoschäden, wenn dieser sein Auto entgeltlich einer Person überlässt, die zudem nicht im Fahrerkreis der Police definiert ist. Eine normale Versicherung kann hier im Schadensfall die Leistung verweigern bzw. Regress fordern, wenn sich herausstellt, dass gegen die Konditionen der Police verstoßen wurde. Außerdem wird sich bei einem regulierten Schaden die Schadensfreiheitsklasse (SFK) bzw. Bonus-/Malusstufe des Halters verschlechtern und somit die Versicherungsprämie ansteigen.

### Carsharing-Versicherung
Von verschiedenen Anbietern wird eine spezielle Haftpflicht, Teil- und Vollkaskoversicherung und Schutzbrief angeboten. Die angebotenen Konditionen berücksichtigen dabei unter Umständen nicht den Schadenfreiheitsrabatt des Fahrzeughalters, die er bei seiner bisherigen Kfz-Versicherung hatte. Je nach Versicherungsgesellschaft ruht diese von zwölf Monaten bis zu sieben Jahren ohne Rückstufung. Bei einer Carsharing-Versicherung tragen der Fahrzeughalter und der Carsharing-Fahrer im Schadensfalle eine Selbstbeteiligung, der Fahrer dabei in der Regel den größeren Anteil.

### On-Top-Versicherung
Zusätzlich zu den Fahrzeugkosten erhält der Fahrzeughalter vom Fahrer einen Anteil für diese Versicherungsbeiträge, während die alte Versicherung des Halters bestehen bleibt. Die Zusatzversicherung übernimmt dabei den Schaden an dem Fahrzeug (Kasko), während Schäden Dritter (Haftpflicht) weiterhin von der Versicherung des Halters getragen werden müssen. Die nachfolgende Beitragserhöhung (Malus) des Haftpflichtversicherers und eventuelle Selbstbehalte übernimmt die On-Top-Versicherung zumindest teilweise.

### Tagesversicherung
Beim Abschluss des Mietvertrages über die Vermittlungsplattform schließt der Mieter gleichzeitig eine für denselben Zeitraum geltende Versicherung ab. Diese deckt sowohl die Haftpflicht als auch die Schäden am gemieteten Fahrzeug ab. Die eigentliche Versicherung des Fahrzeuges ist für diesen Zeitraum leistungsfrei, wodurch sich auch keine Nachteile für den Vermieter im Schadensfall ergeben. Gestaffelte Selbstbehalte für den Mieter durch unterschiedliche Prämien sind möglich. Gedeckt wird auch die Veruntreuung des Fahrzeuges durch den Mieter.

## Ablauf
Im Allgemeinen arbeiten die Plattformen nach folgendem Schema:

### Registrierung
Mieter und Vermieter müssen sich vorab registrieren und bestimmte Identitätsnachweise erbringen. Bei Mietern wird auch eine Prüfung der Kreditkarte vorgenommen. Angebotene Fahrzeuge müssen bestimmte Kriterien erfüllen und eine gültige Prüfplakette haben, die in Österreich sonst geduldeten Überziehungen werden meist nicht zugestanden. Der Vermieter kann auch bestimmte Bedingungen in Bezug auf Mietdauer, Fahrer und Fahrziele (Ausland nicht erlaubt) stellen und den Preis in einem gewissen Rahmen festsetzen. Die Bewerbung des Fahrzeuges erfolgt mit Beschreibung und Fotos. Die Verfügbarkeit des Fahrzeuges wird laufend in einem Kalender eingetragen. Bei automatischen Systemen wird eine Onbord-Unit im Fahrzeug installiert, wofür Montagekosten und Gerätemiete anfallen.

### Anfrage
Interessenten haben die Möglichkeit, ein Fahrzeug für einen bestimmten Zeitraum nach definierten Kriterien zu suchen und dann anzufragen. In der Regel erhält der Vermieter die Möglichkeit, die Daten der Anmietung zu prüfen und eventuell auch noch Kontakt mit dem Anfragenden aufzunehmen, bevor er die Anmietung akzeptiert. Oft ist es nötig, mehrere Anfragen zu stellen, da Absagen nicht selten sind. Dies kann parallel erfolgen, sodass die erste Zusage „gewinnt“. Die Annahmerate für ein Fahrzeug ist meist schon bei der Anfrage ersichtlich. Bei Optionen mit automatischer Annahme entfällt die Möglichkeit der Absage. Zu viele Ablehnungen haben auch Auswirkungen auf die Reihung des Vermieters. Erhält der Mieter eine Zusage, kann die endgültige Buchung erfolgen. Nach Zahlung des Mietpreises plus Versicherung und weiterer Gebühren ist die Anmietung fixiert. Beim Modell Fixbuchung nach manueller Zahlung kann bei zu langem Zuwarten das Auto anderweitig vergeben werden. In der Folge können Mieter und Vermieter noch Treffpunkt und weitere Details ausmachen. Dafür bieten die Plattformen eine eigene Chat-Möglichkeit an. Eine Stornierung zu diesem Zeitpunkt – außer bei berechtigten Gründen – kann eventuell gebührenpflichtig sein. Aus Datenschutzgründen erfahren Mieter und Vermieter die genauen Daten des anderen erst nach der fixen Buchung, der Standort des Fahrzeuges wird nur grob bekanntgegeben. Zusätzliche Kosten können anfallen für Mehrkilometer, Zusatzfahrer und Zusatzausrüstung wie Dachbox oder Kindersitz. Gewöhnlich sind 200 Kilometer pro Tag im Mietpreis dabei. Im Vorhinein gebuchte Mehrkilometer sind billiger als nachverrechnete, werden bei Nicht-Inanspruchnahme aber nicht refundiert.

### Übergabe
Der Mieter trifft sich mit dem Vermieter, um die Übergabe des Fahrzeuges durchzuführen. Der Vermieter prüft die Identität und die Gültigkeit des Führerscheins des Mieters. Dann werden Kilometerstand, Tankstand und Vorschäden erfasst, das Fahrzeug erklärt und die notwendigen Unterlagen und Schlüssel übergeben. Ab dann ist der Mieter für das Fahrzeug verantwortlich. Wichtig ist, das Fahrzeug nicht vor dem vereinbarten Vertragsbeginn zu übergeben, da dann noch kein Versicherungsschutz besteht. Die Protokollierung erfolgt mit Fotos direkt in der App der Plattform, eine Alternative auf Papier gibt es kaum noch. Bei automatischen Systemen erfolgt die Bekanntgabe des genauen Standortes, und das Fahrzeug ist direkt mit dem Handy zu öffnen, vor der Abfahrt sind in der App die Beweisfotos im Alleingang zu machen. Abgeholt und gelenkt werden darf das Auto nur vom Mieter, eventuell kann aber ein zusätzlicher Fahrer, der die geforderten Bedingungen erfüllt, dazugemeldet werden.

### Rückgabe
Der Mieter kehrt zum vereinbarten Treffpunkt zurück und übergibt das Fahrzeug mit einer ähnlichen Überprüfung. Gibt es Abweichungen bei vereinbarter Fahrleistung, Tankstand, Sauberkeit und Zeitpunkt, sind entsprechende Nachzahlungen fällig. Bei Verspätung (z. B. über Mitternacht) ist auch wieder zu beachten, dass die Versicherung noch gültig ist, sonst ist eine Vertragsverlängerung nötig. Auch bei der Rückgabe muss der Mieter persönlich anwesend sein. Bei automatischen Systemen wird das Auto selbstständig abgestellt und mit dem Handy versperrt.

### Zahlung
Der Mieter bezahlt den Preis, den der Vermieter festgelegt hat, mit der Prämie zum gewählten Versicherungsmodell und eventuell noch eine Vertragsgebühr mittels Kreditkarte ein. Dabei kann auch geprüft werden, ob der Selbstbehalt im Schadensfall gedeckt ist, sodass es erst hier zu Ablehnungen kommen kann. Bei Zahlungsarten ohne Kreditkarte kann die Kaution auch tatsächlich abgebucht werden, sodass eine entsprechende Deckung am Konto notwendig ist. Eventuelle Entschädigungen bei der Rückgabe können dann auch zwischen den Partnern direkt bezahlt werden, Gebühren für Mehrkilometer werden nachträglich eingezogen. Nach Ende des Anmietung bekommt der Vermieter den Mietpreis abzüglich der Provision entweder nach einigen Tagen oder über Abrechnungszeiträume gesammelt auf sein Konto überwiesen. Die Kaution wird dem Mieter dann wieder zurückgebucht bzw. deren Reservierung auf der Kreditkarte aufgehoben.

### Verkehrsstrafen
Für begangene Verkehrsübertretungen ist der Mieter verantwortlich. Für die Mühe, die der Vermieter mit Anonymverfügungen, Widersprüchen, Lenkererhebungen usw. hat, kann oft auch eine Gebühr verrechnet werden. Am einfachsten ist es, wenn der Mieter die Strafe direkt begleicht. Wenn aber Strafen aus dem Ausland erst Monate später kommen und kein Kontakt mehr zum Mieter möglich ist, muss die Plattform versuchen, den Betrag einzuziehen.

## Anbieter

### Anbieter in Deutschland
Zum Stand August 2019 sind auf dem deutschen Markt die Anbieter Getaround, GETAWAY und SnappCar aktiv.
Im November 2010 startete das Portal tamyca.de, gefolgt vom Portal Nachbarschaftsauto.de im März 2011 und im Mai 2011 folgte das Portal Autonetzer.de, das das jetzt auf allen deutschen Plattformen adaptierte Modell der Haftpflicht- und Vollkasko-Zusatzversicherung eingeführt hat.
Als weitere Plattform ging rent-n-roll.de in Deutschland an den Start, stellte jedoch im Frühjahr 2014 seinen Dienst wieder ein.
Im September 2014 fusionierten Nachbarschaftsauto und Autonetzer und bildeten damit die nach eigener Aussage größte Plattform für privates Carsharing in Deutschland.
Seit November 2014 ist auch der französische Anbieter Drivy in Deutschland vertreten. Im Mai 2015 wurde Autonetzer von Drivy übernommen. Nach eigenen Angaben hat Drivy damit aktuell 40.000 Autos auf der Plattform. 2020 wurde das Unternehmen vom US-amerikanischen Getaround übernommen und firmiert auch in Europa unter diesem Namen, die kontinentübergreifende Nutzung ist jedoch (noch) nicht möglich.
Zudem startete die Adam Opel AG unter der Marke CarUnity im Mai 2015 ebenfalls ein Portal für privates Carsharing, welches im August 2017 die Plattform wieder eingestellt hat.
tamyca schloss sich Mitte 2017 dem niederländischen Anbieter SnappCar an. Ende 2017 hat der Berliner Anbieter Getaway seine App zum Mieten und Vermieten von Privatfahrzeugen in Deutschland veröffentlicht. GETAWAY stattet teilnehmende Pkw grundsätzlich mit einer Onboard-Unit aus und bietet spontanes Carsharing per Smartphone auch in ländlichen Regionen

### Anbieter in Österreich
In Österreich gibt es mehrere Plattformen, die privates Carsharing ermöglichen.
Seit 2015 gibt es in Vorarlberg die Genossenschaft Caruso Carsharing, die den Vorarlbergern ein standortbasiertes E-Carsharing-Angebot zur Verfügung stellt. Nach einmaliger Registrierung können die Mitglieder über die Online-Buchungsplattform oder über die App Carsharing-Fahrzeuge buchen. Die Flotte besteht aus unterschiedlichen Fahrzeugmodellen.
Die Plattform Carsharing 24/7 begann im Februar 2012 sowohl mit dem Konzept der Teamnutzung als auch der Einzelvermietung. Betreiber war Die Software Manufaktur, ab April 2014 IBIOLA Mobility Solutions GmbH. Die Vermittlung war zuerst kostenlos, die Absicherung erfolgte über die Niederösterreichische Versicherung, war aber nicht Pflicht. Deshalb wurden auch Motorräder und sogar ein Boot angeboten. Der Mietpreis wurde direkt bei der Übergabe an den Vermieter bezahlt. Erst 2017 wurde auf Pflichtversicherung und Verrechnung über die Plattform umgestellt, eine Provision von 14 % des Mietpreises wurde einbehalten. 75 % der Fahrzeuge befanden sich in den Großstädten Wien, Graz und Linz. Am 16. Juni 2019 wurde die Plattform mit kurzer Vorwarnzeit und ohne Angabe von Gründen geschlossen.
Der ÖAMTC stellte 2015 mit mobito auch eine kostenlose Plattform zur gemeinsamen Fahrzeugnutzung bereit, dazu gab es ein elektronisches Fahrtenbuch. Das System wurde aber Ende 2019 wegen des geringen Interesses eingestellt.
Auch in Österreich tätig ist Getaround (bis 2019 Drivy). Durch die Einstellung der anderen Plattformen ist dies momentan der größte Vermittler. Hier gibt es eine Zusammenarbeit mit der Allianz Versicherung, die Provision beträgt seit 2020 25 % (vorher 21 %). Connect, die automatische Übernahme über ein On-Board-Gerät, die es in deutschen Großstädten gibt, wird hier nicht angeboten. Da Getaround in halb Europa vertreten ist, ist diese Plattform auch für Touristen interessant, die am Urlaubsort Ausflüge unternehmen wollen. Allerdings sind Fahrten in die Länder Slowakei und Kroatien, Südost-Europa und Liechtenstein nicht erlaubt.
Seit April 2022 gibt es den dänischen Anbieter GoMore in Österreich, der Fahrten in alle EWR-Länder erlaubt. Er bietet allerdings eine On-Top-Tagesversicherung an, sodass die eigene Haftpflichtversicherung bei einem Unfall herangezogen wird. Es kann sogar komplett auf die eigene Kaskoversicherung umgestellt werden, wofür weniger Servicegebühren anfallen (15 % statt 25 %).

#### Vergleich der Anbieter
|                                | Getaround | GoMore                                                |
| ------------------------------ | --- | ----------------------------------------------------- |
| Firmensitz                     | Paris | Kopenhagen                                            |
| Homepage                       | at.getaround.com | gomore.at                                             |
| Erreichbarkeit                 | weder Adresse noch Telefon | Adresse und Telefon in Wien, eigene Österreichfiliale |
| Mieter-Herkunft                | alle Staaten | alle Staaten                                          |
| Mieter-Mindestalter            | 21/25/28 Jahre 1 | 21 Jahre                                              |
| Mieter-Führerscheinbesitz      | 2/3 Jahre 1 | 1 Jahr                                                |
| Soforbuchung                   | vorhanden | vorhanden                                             |
| Keyless-Anmietung              | einige in Wien vorhanden (Connect) | vorhanden                                             |
| Chatmöglichkeit                | zu einer Anfrage (seit Okt. 2023) | auch ganz ohne Anfrage                                |
| Preisstafel-Stunden 3          | 1–8,24 / 24 4 | 1–10,24 / 1–10,24 5                                   |
| Kilometer inkludiert           | 200/Tag | 200/Tag -Rabatt 2                                     |
| Zusatzkilometer vorher/nachher | 16–27 / 32–54 ct 1 | 15 / 25 ct                                            |
| Auszahlung Zusatzkilometer     | nur Ist-Kilometer | gebuchte Kilometer                                    |
| Auslandsfahrten                | Andorra, Belgien, Dänemark, Deutschland, Frankreich, Italien, Luxemburg, Monaco, Niederlande, Polen, Portugal, Schweden, Schweiz, Slowenien, Spanien, Tschechische Republik, Ungarn, Vereinigtes Königreich | EWR, Schweiz, Kroatien                                |
| Zusätzliche Fahrer             | gratis, muss aber auch ein Konto haben | 4,-/Tag                                               |
| Haftpflichtversicherung        | Allianz | des Fahrzeuges                                        |
| Kaskoversicherung              | Allianz | Omocom / des Fahrzeuges 6                             |
| Selbstbehalt Standard          | 900,-/1.100,-/1.700,- 1 | 1000,-                                                |
| Selbstbehaltreduktion          | 250,-/350,-/500,- 1 / 0,- | 350,- / 0,-                                           |
| Autobahnvignette muss          | Nein | Ja                                                    |
| Fixbuchung                     | nach Zahlung | nach Annahme durch Vermieter                          |
| Zahlarten                      | Kreditkarte, Paypal (+ Kaution) | Kreditkarte, Debitkarte                               |
| Provision                      | 25 % | 25 % / 15 % 6                                         |
| Auszahlung                     | einzeln/monatlich | nach Anforderung                                      |
| Support                        | Mail | Telefon / Mail                                        |
| Fahrzeug-Altersgrenze          | 15 Jahre/200.000 km | 15 Jahre/250.000 km                                   |

Anmerkungen
Bei beiden Anbietern können bereits beim Buchen Mehrkilometer dazugebucht werden. Diese sind erheblich billiger als bei der Rückgabe ermittelte Überschreitungen des inkludierten Kontingents, aber nicht refundierbar bei Nichtverwendung. Bei Getaround werden nicht gefahrene Zusatzkilometer zudem nicht an den Vermieter ausbezahlt, sondern vom Unternehmen selbst einbehalten.
Mehrere Vermieter sind auf beiden Plattformen tätig, sodass es möglich ist, ein und dasselbe Auto wegen der unterschiedlichen Bedingungen zu unterschiedlichen Konditionen zu bekommen.
Bei Kreditkarten wird eine eventuelle Kaution reserviert, bei anderen Zahlarten auch abgebucht und 24 Stunden nach der Rückgabe zurückgebucht. Bei einer Beschädigung des Fahrzeuges wird der Selbstbehalt einbehalten und nach Abschluss der Schadenbearbeitung an den Vermieter ausbezahlt.
Im Februar 2025 musste Getaround sein USA-Geschäft aus finanziellen Gründen abwickeln, nachdem ein Jahr davor 30 % des Personals dort abgebaut worden war. Kurz darauf wurde bei Getaround in Europa der Support in deutscher Sprache eingestellt. Die Anfragen werden seither von Franzosen auf Englisch beantwortet. Die Schadensabwicklung dauert plötzlich Wochen. Daher haben sich viele Vermieter zurückgezogen.

### Anbieter in der Schweiz
In der Schweiz gibt es erst wenige Plattformen, die privates Carsharing ermöglichen, jedoch besteht eine Autoteilen-Gemeinschaft seit Ende der 1990er Jahre.
Von 2011 bis 20. Mai 2020 war der Anbieter Sharoo am Markt, scheiterte aber.
2EM wurde 2012 in Freiburg gegründet und hat 2020 auch teilweise die Sharoo-Vermieter übernommen.
Der dänische Anbieter GoMore ist seit Oktober 2021 auch in der Schweiz aktiv.
Mit Stand von Ende 2022 listet das Bundesamt für Energie auf der Website von EnergieSchweiz vier Peer-to-Peer-Carsharing-Anbieter in der Schweiz. Dazu kommen zehn klassische Carsharing-Anbieter.

## Abgrenzung zum kommerziellen Carsharing
Im Gegensatz zum kommerziellen Carsharing (auch klassisches Carsharing genannt) bleibt das Eigentum an den Fahrzeugen bei den Privatpersonen. Es geht bei der Nutzung von privatem Carsharing weniger um Gewinnerzielung, sondern darum, die jeden Monat anfallenden Kosten von PKWs zwischen Privatpersonen zu teilen. Es gibt aber auch auf diesen Plattformen ausgewiesene gewerbliche Vermieter, die andere Motive haben, von den Anbieter aber als Ergänzung des Angebots aufgenommen werden, da sie z. B. bei Stornierungen leichter einspringen können.

## Verschiedene Aspekte
Beim privaten Carsharing sollten einige Aspekte beachtet werden, da die Unterschiede zum kommerziellen Verleih doch gravierend sind.

### Mieter
Mieter müssen bedenken, dass sie zwar über ein Unternehmen buchen, das aber nur der Vermittler ist. Das Fahrzeug bekommen die Mieter von einer Privatperson, die alleine für die Sicherheit und den Wartungszustand des Fahrzeugs verantwortlich ist. Tests von Verbraucherschutzorganisationen und Automobilklubs haben schon eklatante Mängel an den verliehenen Fahrzeugen ergeben, insbesondere bei der Bereifung. Mieter müssen auf Verlangen des Vermieters auch Auskunft über Zweck und Ziel der Fahrt geben, da Vermieter ihr Fahrzeug etwa lieber für einen Familienausflug als für eine Studententour vermieten. Während gewerbliche Vermieter meist sofort ein Ersatzfahrzeug zur Verfügung stellen können, kann es passieren, dass das gemietete Privatfahrzeug während der Miete technische Probleme bekommt oder noch vor Mietbeginn kurzfristig ersatzlos ausfällt. Bei längeren Mietdauern können die Tarife bei Autoverleihern überdies günstiger sein. Die Abholung hat auch bei Keyless-Systemen meist an bzw. im Bereich der Adresse des Vermieters zu erfolgen, eine Zustellung zu einem zentralen Punkt wird von den Plattformen zwar unterstützt, ist eher selten möglich. Die Rückgabe hat fast immer am Punkt der Übernahme zu erfolgen. Nur selten kann mit dem Vermieter eine abweichende Lösung vereinbart werden.

#### Reparaturen und Unfälle
Gibt es ein technisches Problem während der Anmietung, kann es schon passieren, dass der Mieter das Auto in eine Werkstätte bringen und die Reparatur auch vorerst bezahlen muss, da Werkstätten kaum auf Rechnung reparieren. Zudem wird oft nicht bedacht, dass auch „nicht selbst verschuldete“ Schäden, wie ein Steinschlag auf die Windschutzscheibe oder ein kaputter Reifen ein Versicherungsfall sind, bei dem die Eigenbeteiligung zu bezahlen ist. Bei einem Unfall bezahlt die Versicherung bei „grober Fahrlässigkeit“ nicht, sodass dann sogar der Haftpflichtteil zu bezahlen ist.

#### Zusatzkilometer
Zu achten ist auch auf die gefahrenen Kilometer über den inkludierten. Schon vor der Anmietung können Kilometerpakete gewählt werden, die viel billiger sind als nachträglich zu bezahlende Kilometer. Da man die im Vorhinein bezahlten Beträge nicht mehr zurückbekommt, muss man genau abschätzen, wie viel wirklich gefahren wird. Bei Umleitungen oder anderen unvorgesehenen Ereignissen können dann nicht unerhebliche Mehrkosten anfallen.

### Vermieter
Vermieter müssen bedenken, dass das Vermieten auch Verantwortung und Arbeit mit sich bringt. Wartung und Reinigung des Fahrzeuges sind regelmäßig notwendig. Für Übergabe und Rücknahme sind mit der eigenen Arbeitszeit vereinbare Termine notwendig. Bei Keyless-Systemen entfällt dies, die genaue Kontrolle geht dadurch jedoch verloren. Beliebteste Anmietungstermine sind eher nicht unter der Woche, sondern genau jene Feiertage und langen Wochenenden, wo man vielleicht selbst gerne das Auto benutzen möchte. Stornierungen von bereits bestätigten Mieten können Stornogebühren höher als der Mietpreis verursachen.
Mehr Kilometer bedeuten einen Wertverlust und verursachen mehr Verschleiß, weshalb die Reparaturkosten steigen. Bei Pannen gibt es eventuell eine Mobilitätsgarantie für den Mieter. Dadurch kann es passieren, dass das Auto weit weg in einer Werkstatt landet, aber der Mieter eine Ersatzbeförderung erhält. Somit muss man sich dann selbst um die Reparatur seines Autos kümmern und dieses vielleicht auch selbst abholen. Ist der Grund der Panne ein Schaden, den der Mieter nicht herbeigeführt hat, sind die Kosten für Reparatur und Heimholung des Fahrzeuges vom Vermieter zu tragen. Manche Reparaturen werden auch bei Verschulden des Mieters von der Versicherung nur anteilsmäßig gemäß der Lebensdauer des Ersatzteils bezahlt (Kupplungsschaden, Reifenschaden). Es ist auch darauf zu achten, dass Schäden rechtzeitig gemeldet werden. Manchmal fallen Beschädigungen bei der Rückgabe gar nicht auf, weil es z. B. dunkel ist, und werden erst bei einer späteren Kontrolle oder Übergabe festgestellt. Ist die Meldefrist verstrichen, nützen dann auch die Beweisfotos nichts.
Nach Unfällen kann trotz der Carsharing-Versicherung bei Problemen immer noch auf die eigene offizielle Versicherung zurückgegriffen werden, und die könnte wegen ausgeschlossener entgeltlicher Vermietung Leistungen ablehnen bzw. Regress fordern. Wenn die Bearbeitung durch die Carsharingversicherung zu lange dauert, wollen geschädigte Dritte nicht warten und wenden sich an die eigentliche Haftpflichtversicherung.
Um die von den Behörden verlangte Auskunftspflicht des Zulassungsinhabers zu gewährleisten, wem das Fahrzeug wann überlassen war, ist die Führung eines Fahrtenbuchs ratsam. Wenn die Vermittlungsplattform eingestellt wurde, kann möglicherweise auf dort gespeicherte Informationen nicht mehr zugegriffen werden.

### Einkommensteuerliche Behandlung
Ab einer gewissen Höhe der Einnahmen wird es sich um zu versteuerndes Einkommen handeln, und eine Anmeldung beim Finanzamt kann notwendig werden. Dafür ist allein der Vermieter zuständig; die Plattformen weisen darauf hin.
Seit 1. Januar 2023 verpflichtet das Plattformen-Steuertransparenzgesetz (PStTG) gemäß DPI/DAC7 der EU-Richtlinie 2021/514  digitale Marktplätze, neben anderen zu speichernden Daten jährlich die in der EU erzielten Einkommen der Mitglieder an die Steuerbehörde zu melden. Dies gilt auch für Autovermietung mittels Carsharing. Dazu muss seit 2023 auch die Steuerliche Identifikationsnummer (TIN) bekanntgegeben werden. Im Nachhinein im Januar des Folgejahres melden die Plattformen diese auf elektronischem Weg.